# Bertrand Blier
Bertrand Blier (Boulogne-Billancourt, 14 maart 1939 – Parijs, 20 januari 2025) was een Frans filmregisseur en scenarioschrijver.
Zijn tragikomedie Les Valseuses genoot enorm veel bijval en werd in 1974 aan de Franse filmkassa's enkel verslagen door Emmanuelle en Walt Disney's Robin Hood. De film betekende niet alleen Bliers doorbraak bij het grote publiek maar ook die van Gérard Depardieu, Patrick Dewaere en Miou-Miou, de drie hoofdacteurs.
Blier was de zoon van de Franse acteur Bernard Blier.
Hij was getrouwd met actrice Farida Rahouadj, met wie hij dochter Leila had. Uit twee eerdere relaties kreeg de regisseur nog dochter Béatrice en zoon Léonard.
Bertrand Blier overleed op 85-jarige leeftijd.

## Filmografie

### Regisseur
- 2019 - Convoi exceptionnel
- 2010 - Le Bruit des glaçons
- 2005 - Combien tu m'aimes?
- 2003 - Les Côtelettes
- 2000 - Les Acteurs
- 1996 - Mon homme
- 1993 - Un, deux, trois, soleil
- 1991 - Merci la vie
- 1989 - Trop belle pour toi
- 1986 - Tenue de soirée
- 1984 - Notre histoire
- 1983 - La femme de mon pote
- 1981 - Beau-père
- 1979 - Buffet froid
- 1978 - Préparez vos mouchoirs
- 1976 - Calmos
- 1974 - Les Valseuses
- 1967 - Si j'étais un espion
- 1966 - La Grimace (korte film)
- 1963 - Hitler, connais pas (documentaire)

### Scenarioschrijver
- 2004 - Pédale dure
- 1994 - Grosse fatigue (Michel Blanc)
- 1983 - Debout les crabes, la mer monte!
- 1971 - Laisse aller, c'est une valse (Georges Lautner)

- Bibsys: 90851243
- Biblioteca Nacional de España: XX1537297
- Bibliothèque nationale de France: cb118923554 (data)
- CiNii: DA05432396
- Gemeinsame Normdatei: 123538017
- International Standard Name Identifier: 0000 0001 2141 8842
- Library of Congress Control Number: n85800462
- Bibliotheek van het Japanse parlement: 00433517
- Nationale Bibliotheek van Tsjechië: ola2002153323
- Nationale bibliotheek van Australië: 35019432
- Nationale Bibliotheek van Israël: 987007426925005171
- Nederlandse Thesaurus van Auteursnamen: 071866817
- Réseau des bibliothèques de Suisse occidentale: 02-A003013923
- Istituto Centrale per il Catalogo Unico: RAVV048469
- SNAC: w6bk28g4
- Système universitaire de documentation: 026732653
- Trove: 793761
- Virtual International Authority File: 84966977
- WorldCat: E39PBJjMBM3MrvtwdVJy3RTrbd